# Здравна наука
Здравна наука e сбор от приложни науки от областта на медицината, свързани с подобрението на здравето на пациентите. В България под здравна наука жаргонно понякога се разбира и медицината, някои медицински области и т.н. .

## Медицина и нейните клонове
Медицината е приложна наука и практика за диагностика, лечение и профилактика на болестите. Той обхваща разнообразие от практики за здравеопазване, разработени за поддържане и възстановяване на здравето чрез превенция и лечение на заболявания. По-долу са някои от клоновете на медицината.
- Анестезиологията е клон в  медицината, който се занимава с поддържане на живота и анестезия по време на операция.
- Ангиологията се занимава с болести на кръвоносната система.
- Аудиологията се фокусира върху предотвратяването и лечението на увреждане на слуха.
- Бариатрията се занимава с причините, превенцията и лечението на затлъстяването.
- Кардиологията се занимава със заболявания на сърцето и кръвоносните съдове.
- Интензивната медицина се фокусира върху поддържането на живота и интензивното лечение на тежко болни.
- Стоматологията е клон на медицината, който се състои от изследване, диагностика, профилактика и лечение на заболявания, разстройства и състояния на устната кухина, обикновено в зъбната редица, но също и на устната лигавица, и на съседни и свързани структури и тъкани, особено в лицево-челюстната (челюстна и лицева) област.
- Дерматологията се занимава с кожата, нейната структура, функции и заболявания.
- Спешната медицина се фокусира върху грижите, предоставяни в спешното отделение.
- Ендокринологията се занимава с нарушения на ендокринната система.
- Семейната медицина е медицинска специалност, посветена на цялостни здравни грижи за хора от всички възрасти.
- Гастроентерологията се занимава с изследване и грижа за храносмилателната система.
- Общата практика (често наричана семейна медицина) е клон на медицината, който е специализиран в първичната медицинска помощ.
- Гериатрията е клон на медицината, който се занимава с общото здраве и благополучие на възрастните хора.
- Гинекологията се занимава със здравето на женската репродуктивна система и гърдите.
- Хематологията се занимава с кръвта и кръвоносната система.
- Хепатологията се занимава с черния дроб, жлъчния мехур и жлъчната система.
- Инфекциозните заболявания са клон на медицината, който се занимава с диагностика и лечение на инфекциозни заболявания, особено при сложни случаи и имунокомпрометирани пациенти.
- Кинезиологията е научно изследване на движението на човешкото тяло и нетипичното двежение на тялото.
- Лабораторната медицина се занимава с диагностични лабораторни изследвания и изследвания и тяхната интерпретация, какво прави в една медицинска лаборатория.
- Медицинската физика е клонът на медицината и науката, който се занимава с приложенията на физичните концепции, теории и методи в медицината или здравеопазването.
- Неврологията се занимава с мозъка и нервната система.
- Нефрологията е клон на медицината, който се занимава с бъбреците.
- Онкологията е клон на медицината, който изучава рака.
- Офталмологията се занимава с очите.
- Ортопедията е клон на хирургията, който се занимава със състояния, засягащи мускулно-скелетната система
- Отоларингологията се занимава с уши, нос и гърло.
- Патологията е наука за болестите и причините, процесите, природата и развитието на болестта.
- Педиатрията е клон на медицината, който се занимава с общото здраве и благополучие на децата.
- Фармацията е изкуството и практиката за приготвяне, съхранение, смесване и разпределяне на лекарства
- Фармакологията е изучаване и практическо приложение на подготовката, употребата и ефектите на лекарства и синтетични лекарства.
- Общественото здравеопазване и превантивната медицина е клон на медицината, занимаващ се със здравето на населението.
- Пулмологията е клон на медицината, който се занимава с дихателната система.
- Психиатрията се занимава с изследване, диагностика, лечение и профилактика на психични разстройства.
- Клиничната психология е здравна дисциплина, занимаваща се с биопсихосоциално изследване на ума, мозъка, поведението и диагностика, лечение и превенция на психологични разстройства.
- Радиологията е клон на медицината, който използва медицински изображения за диагностициране и лечение на заболявания.
- Ревматологията се занимава с диагностика и лечение на ревматични заболявания.
- Спланхнологията се занимава с висцерални органи.
- Хирургията е клон на медицината, който използва оперативни техники за изследване или лечение както на заболяване, така и на нараняване, или за подобряване на телесната функция или външен вид.
- Урологията е клон на медицината, който се занимава с отделителната система и мъжката полова система.
- Ветеринарната медицина е клон на медицината, който се занимава с превенцията, диагностиката и лечението на болести, разстройства и наранявания при нечовешки/животни.

## История на здравните науки
История на медицината

## Общи здравни понятия
- Болест
- Изцеление
- Здраве
- Лекар
  - Зъболекар
  - Лекар
  - Хирург
  - Ветеринарен лекар
- Болница
- Медицинска сестра
- лекарства
- Операция

## Диагностични методи
- Физическо изследване
  - Аускултация
  - Перкусии
- Медицинска история
  - Медицински изображения
  - Рентген
  - компютърна томография
  - ПЕТ сканиране
  - ЯМР
  - SPECT (еднофотонна емисионна компютърна томография)
  - Ултразвук
  - Микроскопия
- Флеботомия
- Рейтинг скали

## Външни връзки
- Връзки към уебсайтове на здравни професии
- Национален институт по здравни науки за околната среда
- Националната медицинска библиотека на САЩ